# Ranunculus pegaeus
Ranunculus pegaeus är en ranunkelväxtart som beskrevs av Hand.-mazz.. Ranunculus pegaeus ingår i släktet ranunkler, och familjen ranunkelväxter. Utöver nominatformen finns också underarten R. p. curvistylis.